# Marie-Hélène Sachet
Marie-Hélène Sachet (* 19. April 1922 in Moulins, Département Allier; † 10. Juli 1986 in Washington, D.C.) war eine französische Botanikerin. Im Jahr 1966 nahm sie ihre Arbeit an der Smithsonian Institution auf und stieg dort zur Kuratorin für Botanik am National Museum of Natural History auf. Ihr offizielles botanisches Autorenkürzel lautet „SACHET“

## Publikationen (Auswahl)
- Island bibliographies : Micronesian botany, land environment and ecology of coral atolls, vegetation of tropical Pacific islands, National Academy of Sciences, National Research Council, [Washington, D.C.], 1955. OCLC 1411074
- Mit F. Raymond Fosberg: Thespesia populnea (L.) Solander ex Correa and Thespesia populneoides (Roxburgh) Kosteletsky (Malvaceae), Smithsonian Institution Press, Washington und 1972. OCLC 407182972
- Flora of the Marquesas. 1, Ericaceae-Convolvulacae, Smithsonian Institution (Herausgeber), 1975.[2]
- Mit F. Raymond Fosberg: Vascular flora of the Northern Marianas Islands, Smithsonian Institution Press, Washington, 1975. OCLC 1055550
- Botanique de l'ile de Tupai, Iles de la Societe, Atoll Research Bulletin 276:1-26, Han. 1983.
- Mit F. Raymond Fosberg und David R. Stoddart: Floristics and ecology of Western Indian Ocean Islands, Atoll Research Bulletin 273:1-253, Jan. 1983.